# 3723 Voznesenskij
3723 Voznesenskij è un asteroide della fascia principale. Scoperto nel 1976, presenta un'orbita caratterizzata da un semiasse maggiore pari a 2,2557150 UA e da un'eccentricità di 0,1106439, inclinata di 1,37819° rispetto all'eclittica.